# Phụ gia thực phẩm từ E200 tới E299
Danh sách dưới đây liệt kê các phụ gia thực phẩm có số E từ 200 tới 299. Về cơ bản chúng là các chất bảo quản thực phẩm.
Mỗi phụ gia đều có quy định pháp lý riêng:
- Các phụ gia được phép sử dụng được ký hiệu bằng -;
- Các phụ gia bị cấm là các phụ gia đã được chứng minh là gây ra bệnh tật mà không còn nghi ngờ;
- Các phụ gia không cho phép là các phụ gia mà các dữ liệu thử nghiệm mang tính kết luận vẫn chưa có, có thể là do chưa thử nghiệm hoặc các thử nghiệm chưa có kết quả cuối cùng;
- Các phụ gia nguy hiểm là các phụ gia có thể là nguy hiểm cho những người có bệnh kinh niên.

## Chất bảo quản
| Mã   | Tên                                                                            | Quy định  |
| E200 | Axit sorbic                                                                    | —         |
| E201 | Sorbat natri                                                                   | —         |
| E202 | Sorbat kali                                                                    | —         |
| E203 | Sorbat calci                                                                   | —         |
| E209 | Heptyl p-hydroxybenzoat                                                        | —         |
| E210 | Axít benzoic                                                                   | Nguy hiểm |
| E211 | Benzoat natri                                                                  | —         |
| E212 | Benzoat kali                                                                   | —         |
| E213 | Benzoat calci                                                                  | —         |
| E214 | Ethylparaben (ethyl para-hydroxybenzoat)                                       | Nguy hiểm |
| E215 | Ethyl para-hydroxybenzoat natri                                                | —         |
| E216 | Propylparaben (propyl para-hydroxybenzoat)                                     | Cấm       |
| E217 | Propyl para-hydroxybenzoat natri                                               | Cấm       |
| E218 | Methylparaben (methyl para-hydroxybenzoat)                                     | —         |
| E219 | Methyl para-hydroxybenzoat natri                                               | —         |
| E220 | Dioxide lưu huỳnh                                                              | —         |
| E221 | Sulfit natri                                                                   | —         |
| E222 | Bisulfit natri (hiđrô sulfit natri)                                            | —         |
| E223 | Metabisulfit natri                                                             | —         |
| E224 | Metabisulfit kali                                                              | —         |
| E225 | Sulfit kali                                                                    | —         |
| E226 | Sulfit calci                                                                   | —         |
| E227 | Bisulfit calci (hiđrô sulfit calci)                                            | —         |
| E228 | Bisulfit kali (Hiđrô sulfit kali)                                              | —         |
| E230 | Biphenyl, diphenyl                                                             | Nguy hiểm |
| E231 | Orthophenyl phenol                                                             | Nguy hiểm |
| E232 | Orthophenyl phenol natri                                                       | Nguy hiểm |
| E233 | Thiabendazol                                                                   | —         |
| E234 | Nisin                                                                          | —         |
| E235 | Natamycin, Pimaracin                                                           | —         |
| E236 | Axít formic                                                                    | —         |
| E237 | Format natri                                                                   | —         |
| E238 | Format calci                                                                   | —         |
| E239 | Hexamin (hexamethylen tetramin)                                                | Nguy hiểm |
| E240 | Fomanđêhít                                                                     | Cấm       |
| E242 | Dimethyl dicacbonat                                                            | —         |
| E249 | Nitrit kali                                                                    | —         |
| E250 | Nitrit natri                                                                   | —         |
| E251 | Nitrat natri                                                                   | —         |
| E252 | Nitrat kali (Xanpet)                                                           | —         |
| E260 | Axít axetic                                                                    | —         |
| E261 | Axetat kali                                                                    | —         |
| E262 | Các axetat natri: (i). Axetat natri, (ii). hiđrô axetat natri (diaxetat natri) | —         |
| E264 | Axetat amoni                                                                   | —         |
| E265 | Axít dehydroaxetic                                                             | —         |
| E266 | Dehydroaxetat natri                                                            | —         |
| E270 | Axít lactic                                                                    | —         |
| E280 | Axít propionic                                                                 | —         |
| E281 | Propionat natri                                                                | —         |
| E282 | Propionat calci                                                                | —         |
| E283 | Propionat kali                                                                 | —         |
| E284 | Axít boric                                                                     | —         |
| E285 | Tetraborat natri (borax)                                                       | —         |

## Chất điều chỉnh độ chua
| Mã   | Tên                                                                            | Quy định |
| E260 | Axít axetic                                                                    | —        |
| E261 | Axetat kali                                                                    | —        |
| E262 | Các axetat natri: (i). Axetat natri, (ii). Hiđrô axetat natri (diaxetat natri) | —        |
| E263 | Axetat calci                                                                   | —        |
| E290 | Dioxide cacbon                                                                 | —        |
| E296 | Axít malic (axít)                                                              | —        |
| E297 | Axít fumaric                                                                   | —        |

## Chất chống oxy hóa
| Mã   | Tên         | Quy định |
| E270 | Axít lactic | —        |

## Chất làm chắc
| Mã   | Tên                                 | Quy định |
| E227 | Bisulfit calci (hiđrô sulfit calci) | —        |